# Meleoma arizonensis
Meleoma arizonensis är en insektsart som först beskrevs av Banks 1903.  Meleoma arizonensis ingår i släktet Meleoma och familjen guldögonsländor. Inga underarter finns listade i Catalogue of Life.